# Guillandinodes humboldtiodes
Guillandinodes humboldtiodes là một loài thực vật có hoa trong họ Đậu. Loài này được (Oliv.) Kuntze mô tả khoa học đầu tiên năm 1891.